# Сяберо (озеро)
Ся́беро (также Сяберское) — озеро в Лужском районе Ленинградской области России. Входит в состав Сяберской группы озёр, являясь его крупнейшим представителем.
Озеро Сяберо находится на высоте 51 м над уровнем моря на территории государственного природного комплексного заказника «Сяберский» в пределах Волошовского сельского поселения. Представляет собой водоём, сужающийся в середине с двумя крупными плёсам — юго-западным и северо-восточным. Площадь поверхности — 14,2 км². Площадь водосборного бассейна — 47,9 км². Длина водоёма — 8,8 км, максимальная ширина 2,8 км, при этом в самой узкой центральной части ширина составляет всего 150 м. Наибольшая глубина — 7 м, средняя — 2,2 м. Объём воды — 0,032 км³.
Значительных притоков не имеет. Сток из озера идёт на север через реку Сяберку, притоку Сабы (бассейн Балтийского моря). Дно покрыто толстым слоем ила. В западной части два небольших островка. К северу от озера Сяберо находится группа совсем небольших озёр: Гоголинок, Окунёнок, Линёнок, Чёрное. К югу — озёра Званы и Мужа.
Северный берег низменный, местами заболоченный, южный более высокий. Берега заростают камышом и осокой. Озеро окружает сосново-берёзовый лес. На южном берегу расположена деревня Сяберо. Районный центр город Луга находится к 39 км к востоку.
Озеро богато рыбой, в нём обитают лещ, щука, плотва, окунь, уклейка, встречаются также карась и линь. На экспериментальной базе проводятся работы по разведению и товарному выращиванию карпа, пеляди и других видов рыб.